# جيم بارنت (سياسي)
جيم بارنت هو ضابط وسياسي أمريكي، ولد في 8 ديسمبر 1926 في Edinburg, Mississippi ‏ في الولايات المتحدة، وتوفي في 26 يوليو 2013 في جاكسون في الولايات المتحدة. نشط حزبياً في الحزب الجمهوري. وقد انتخب عضو مجلس نواب مسيسيبي ‏.